# Alpine Village Mobile Home Estates
Alpine Village Mobile Home Estates es un área no incorporada ubicada en el condado de Yuba en el estado estadounidense de California.

## Geografía
Alpine Village Mobile Home Estates se encuentra ubicada en las coordenadas 39°7′51″N 121°33′28″O / 39.13083, -121.55778.